# Rafael Morales
Rafael Humberto Morales de León (Antigua Guatemala, 6 aprile 1988) è un calciatore guatemalteco, difensore del Comunicaciones.

## Palmarès

### Club

#### Competizioni internazionali
- CONCACAF League: 1

Comunicaciones: 2021